# Фатальне сімейне безсоння
Фата́льне сіме́йне безсо́ння / інсомні́я (англ. fatal familial insomnia) — рідкісне нейродегенеративне автосомно–домінантне спадкове захворювання, яке належить до пріонових хвороб з утворенням притаманної їм губчастої (спонгіформної) енцефалопатії. Характерним клінічним проявом хвороби є проблеми зі сном. Його також відносять і до групи повільних інфекцій. Останнім часом розглядають й так зване спорадичне фатальне безсоння (англ. sporadic fatal insomnia), яке може розвиватися спонтанно у пацієнтів, у яких мутація звичайного пріона відбувається через його надходження ззовні. Середня тривалість виживання пацієнтів із діагнозом фатального сімейного безсоння після появи перших ознак становить 18 місяців.
Більшість випадків є сімейними. Фатальне сімейне безсоння пов'язане з мутацією в гені PRNP, а решта випадків виникають спорадично (спорадичне фатальне безсоння). Проблеми зі сном зазвичай починаються поступово і з часом погіршуються. Зрештою, пацієнт піддається повному безсонню (лат. agrypnia excitata), що найчастіше призводить до інших проявів, таких як проблеми з мовленням, з координацією та деменція. Це призводить до смерті протягом кількох місяців або кількох років, і не існує відомого лікування.

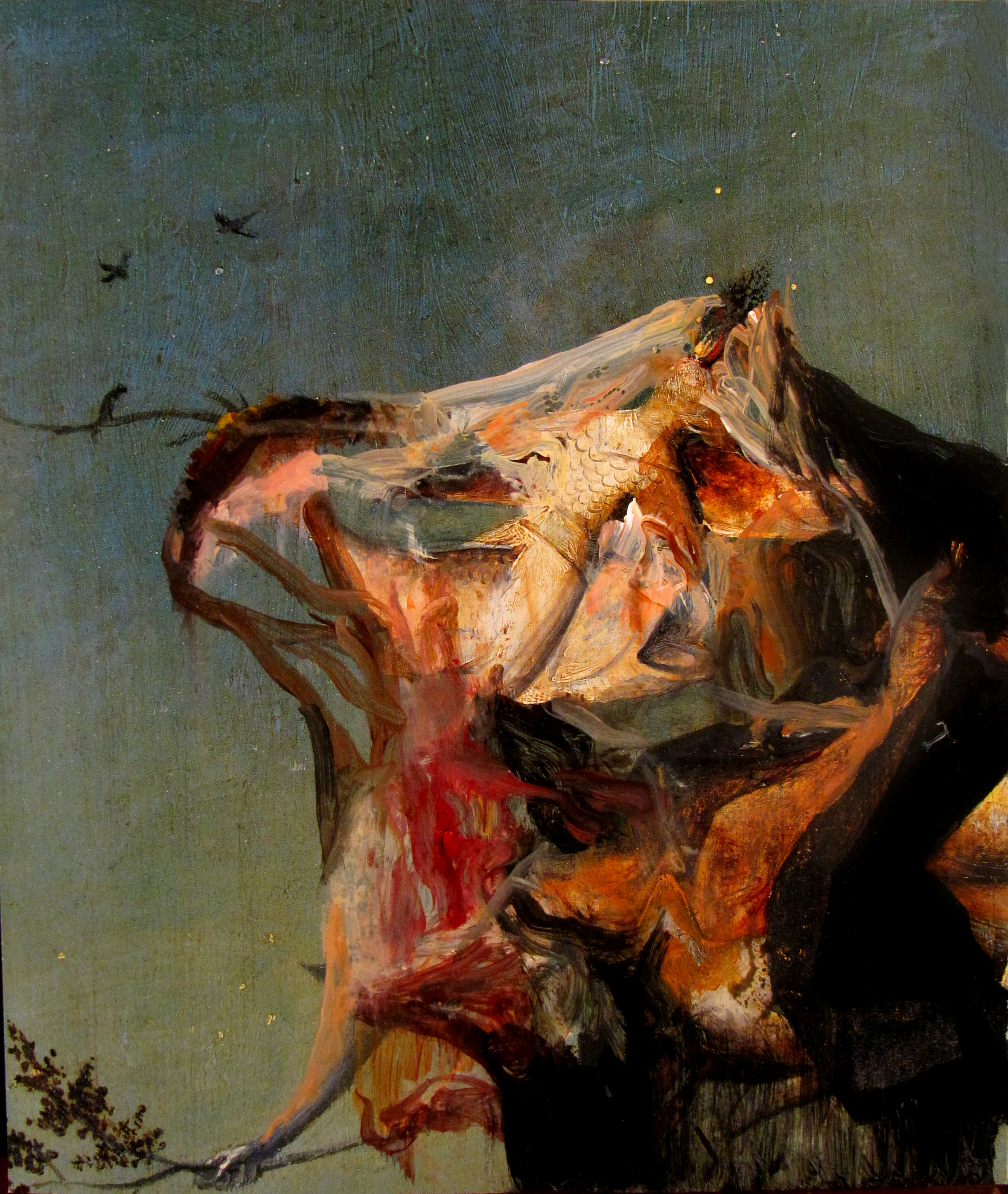
«INSOMNIA». Алегоричне зображення безсоння і його проявів. Йосеба Ескубі (Joseba Eskubi) 2012 рік.

## Історичні відомості
Хворобу вперше описав італійський сільський лікар Ігнаціо Ройтер (італ. Ignazio Roiter) 1979 року, який спостерігав смерть від безсоння двох родичок своєї дружини — представниці сім'ї, що має давню історію й походить з Венеції, де ще 1765 року описали випадок смерті людини від тяжкого безсоння тривалістю один рік і який, можливо, належить до фатальної сімейної інсомнії. У подальшому, декілька нащадків цієї людини померли від безсоння з розвитком паралічів, що описували як смерть від можливого енцефаліту, алкогольної абстиненції тощо. В архівах психіатричної клініки Сан–Серволо Ройтер проаналізував історії хвороби інших членів сім'ї своєї дружини зі схожою клінічною картиною. Коли ще один родич дружини 1984 року захворів, хід хвороби ретельно документували, а після смерті мозок померлого було надіслано до США для подальших досліджень, де знайшли мутацію, яка переводить нормальний пріон у патологічний.
У 1986 році Лугарезі та його колеги вперше назвали та детально описали клінічні та гістопатологічні ознаки фатальної сімейної безсоння. Цей звіт здебільшого ґрунтувався на пацієнті на ім'я Сільвано, якому в 1983 році доктор Ігнаціо Ройтер поставив діагноз «розлад сну». Оскільки пацієнт Сільвано швидко помер, Лугарезі організував посмертне невропатологічне дослідження мозку, яке провів доктор Гамбетті, колишній стажист Лугарезі. Співпраця цих двох груп призвела до публікації 1986 року. У той час хвороба пріонового походження ще не підозрювалася через відсутність інформації про пов'язану з пріонами патологію та відсутність замороженої тканини мозку для розширеного аналізу. Однак завдяки наполегливості Ройтера та родини померлого Сільвано було виявлено більше випадків, що призвело до класифікації фатального сімейного безсоння як сімейної пріонової хвороби, пов'язаної з генетичною мутацією 178Asn.
На 1998 рік було вже відомо, що 40 родин у всьому світі носили ген фатального сімейного безсоння: вісім німецьких, п'ять італійських, чотири американських, дві французькі, дві австралійські, дві британські, одна японська та одна австрійська. У Країні Басків між 1993 і 2005 роками було помічено 16 сімейних випадків мутації 178N, пов'язаних із двома сім'ями зі спільним предком у XVIII столітті. У 2011 році ще одна сім'я була додана до списку, коли дослідники знайшли першого чоловіка в Нідерландах, у якого діагностовано фатальне сімейне безсоння. Хоча він прожив у Нідерландах упродовж 19 років, він був єгиптянин за походженням. Інші пріонні захворювання можуть бути пов'язані, але не мають мутації гена D178N.
Хворобу станом на 2011 рік описано у членів вже 26 сімей із різних країн — Італії, Німеччини, США, Австралії, Франції, Великої Британії, Австрії, Японії та Нідерландів. Станом на 20 вересня 2022 року було діагностовано 37 випадків спорадичного фатального безсоння. На відміну від сімейного, хворі зі спорадичним сімейним безсонням не мають мутації D178N у гені PRNP–пріона. В усіх них є різні мутації в тому самому гені, який спричинює гомозиготність метіоніну в кодоні 129.
У статті, опублікованій у 2006 році, Шенкейн і Монтанья писали про 52–річного американця, який зміг перевищити середній час виживання при цій хворобі майже на один рік за допомогою різних лікувальних заходів, які включали вітамінотерапію та медитацію, різні препарати стимуляторної дії на ЦНС та снодійні засоби, й навіть повну сенсорну депривацію в спробі спричинити нічний сон і підвищити тонус протягом дня. За цей час він встиг написати книгу та проїхати сотні миль, але, незважаючи на це, під час випробувань у чоловіка відбулося класичне чотиристадійне прогресування хвороби.
У 2011 році в Нідерландах зафіксовано перший зареєстрований випадок хвороби у 57–річного чоловіка єгипетського походження. Чоловік прийшов із скаргами на двоїння в очах і прогресуючу втрату пам'яті, а його родина також відзначила, що нещодавно він різко змінився, став демонструвати параноїдальність і розгубленість. Хоча під час повсякденної діяльності він мав тенденцію засинати навмання, під час нормального повільного сну він відчував яскраві сни та випадкові м'язові поштовхи. Через чотири місяці цих симптомів у нього почалися судоми в руках, тулубі та нижніх кінцівках під час неспання. Він помер у віці 58 років, через сім місяців після появи клінічних проявів. На розтині виявлена незначна атрофія лобової кори головного мозку та помірна атрофія таламуса. Остання є однією з найпоширеніших посмертних ознак фатального сімейного безсоння.

## Етіологія

Ідіограма хромосоми 20, яка показує розташування гена PRP

## Епідеміологічні особливості
Хвороба є спадковою, з автосомно–домінантним варіантом передачі. Однак існують гіпотетичні можливості зараження, як це відбувається при інших пріонових хворобах — через вживання зараженої патологічними пріонами яловичини, медичні маніпуляції, що може призвести до спорадичного фатального безсоння.
Відомі й інші пріонові хвороби, пов'язані з пріоновим білком ссавців. Деякі з них є контактними, такі як куру, губчаста енцефалопатія великої рогатої худоби (також відома як коров'ячий сказ) великої рогатої худоби та хронічне виснаження американських оленів і американських лосів у деяких районах Сполучених Штатів Америки і Канади, а також як хвороба Кройцфельда — Якоба. До недавнього часу вважалося, що пріонові хвороби передаються лише при прямому контакті з інфікованою тканиною, наприклад, при споживанні інфікованої тканини, переливанні крові або трансплантації органів. Дослідження показали, що пріони можуть казуїстично передаватися через аерозолі, але абсолютна більшість людей не піддається ризику зараження повітряно–крапельним механізмом.

## Патогенез
Це аутосомно–домінантне захворювання, спричинене місенс–мутацією GAC–AAC у кодоні 178 гена пріонового білка PRNP, розташованого на 20–й хромосомі, разом із наявністю поліморфізму метіоніну в позиції 129 мутантного алеля. Патологічно фатальне сімейне безсоння характеризується переважно дегенерацією таламуса, особливо в медіо–дорзальному та передньовентральному ядрах. Фенотипова мінливість є незрозумілою особливістю цієї хвороби.
Ген PRNP, який забезпечує синтез пріонів PrPC, розташований на короткому плечі 20-ї хромосоми в положенні p13. Як у хворих на фатальне сімейне безсоння, так і у пацієнтів із сімейною формою хвороби Кройцфельда–Якоба відбувається мутація в кодоні 178PRNP. Однак, при фатальному сімейному безсонні в кодоні є метіонін у положенні 129 мутантного алеля, тоді як при сімейній формі хвороби Кройцфельда — Якоба у цьому положенні наявний валін. Науковцям вдалося відтворити патогенетичний процес при фатальному сімейному безсонні на мишах.
Дослідження передачі з використанням сприйнятливих трансгенних мишей постійно демонструють, що один і той самий штам пріонів асоціюється як із сімейною формою хвороби Кройцфельда–Якоба, так і з фтатальним сімейним безсонням. На відміну від того, що було правилом для найпоширеніших нейродегенеративних розладів, сімейна форма хвороби Кройцфельда–Якоба зустрічається рідше, у той час як визнані пацієнти з фатальним сімейним безсонням більш численні й належать до >50 сімей у всьому світі, на сьогоднішній день було зареєстровано лише близько 30 випадків сімейної форми хвороби Кройцфельда–Якоба MM2T і кілька випадків зі змішаними ознаками MM2T і MM2C (MM2T+C).
Присутність пріонів сама по собі спричинює зниження кількості глюкози, яка використовується таламусом, і помірний гіпометаболізм кори поясної частини головного мозку. Ступінь цього варіюється між двома варіантами захворювання, це ті, де хворі мають є гомозиготність метіоніну в кодоні 129, і, відповідно, гетерозиготність метіоніну/валіну, що є тяжчим в перебігу. Враховуючи зв'язок між участю таламуса в регуляції сну та уваги можна встановити причинно–наслідковий зв'язок, який часто згадується як причина.
Наявність метіоніну замість валіну є причиною спорадичної форми фатального безсоння. Націлювання на цю мутацію було запропоновано як стратегію лікування або, можливо, як ліки від хвороби.
Пацієнти з фатальним чи спорадичним сімейним безсонням не здатні входити у фазу швидкого сну, через що не слідує й подальша фаза глибокого сну. Через це зменшується викид гіпофізом гормонів, що призводить до зменшення оновлення тканин протягом сну й зумовлює швидке зношення організму.

## Клінічні прояви
Клінічно фатальне сімейне безсоння проявляється порушенням циклу сон–неспання, дисавтономією, руховими та нервово–психічними розладами.
Інші прояви включають рясне потовиділення, міоз (звужені зіниці), раптове настання менопаузи або імпотенцію, появу менінгеальних симптомів. Спорадична форма захворювання часто проявляється двоїнням в очах. Також поширені тривалі запори. Коли хвороба прогресує, людина застрягає в стані гіпнагогії, яка є станом перед сном у здорових людей. Під час цього люди часто і постійно рухають кінцівками, наче бачать сон.
Вік початку захворювання варіюється, коливається від 13 до 60 років, в середньому 50 років. Захворювання можна виявити до початку за допомогою генетичного тестування. Смерть зазвичай настає між 6–36 місяцями від початку. Прояви захворювання значно відрізняються від людини до людини, навіть серед людей в одній родині; у спорадичній формі, наприклад, проблеми зі сном зазвичай не повідомляються, а ранніми проявами є атаксія, когнітивні порушення та двоїння в очах.
Згідно з МКХ–10 було рекомендовано вносити фатальне сімейне безсоння до «Атипових вірусних інфекцій ЦНС не уточнених» (А81.9). Згідно з МКХ–11 фатальне сімейне безсоння вже віднесено до "пріонових захворювань людини або трансмісивних губчастих енцефалопатій, які є рідкісними трансмісивними захворюваннями, що уражають центральну нервову систему. Інфекційні агенти складаються з аномальної ізоформи білка мембрани хазяїна, який називається «пріоновим білком», мають код код 8E0.. Фатальне сімейне безсоння має код 8E02.2, трактується як «захворювання головного мозку, спричинене успадкуванням мутації(й) генів нормального пріонного білка».
Хвороба має багато проявів унаслідок дистрофічних змін таламуса. Змінюються артеріальний тиск й частота серцевих скорочень, гормональні ритми, поступово підвищується температура тіла.

Гіпнограма, яка порівнює структуру сну здорової людини з п'ятьма пацієнтами, хворими на фатальне сімейне безсоння, у яких спостерігається зниження ефективності та порушення циклів сну. [W: будити; R: REM; N1-3: NREM стадії сну].

### Стадії хвороби
Захворювання має чотири стадії:

#### 1–а стадія
Триває приблизно 4 місяці, розвивається безсоння, яке іноді досягає 23 години на добу — на сон припадає іноді менше 1–ї години. Бувають випадки й повної відсутності сну. Розгортаються пов'язані з безсонням панічні атаки й різноманітні фобії. У хворих пересихає рогівка через припинення вироблення слізної рідини, знижується больова чутливість і рефлекторна активність.

#### 2–а стадія
У наступні 4–5 місяців з'являються галюцинації, тривожне збудження й пітливість, панічні атаки посилюються.

#### 3–я стадія
Триває близько 3 місяців і характеризується повним безсонням. Хворі виглядають набагато старшими від свого віку, відбувається стрімка втрата ваги, відзначається значна нестриманість у вчинках.

#### Термінальний стан стадія
Може затягуватися до 6 місяців, супроводжується деменцією, галюцинаціями й комою.

## Прогноз
Як і всі пріонові хвороби, ця хвороба є смертельною. Очікувана тривалість життя коливається від семи місяців до шести років, в середньому 18 місяців.

## Діагностика
Діагноз ґрунтується на клінічних проявах і може бути підтверджений дослідженням сну, ПЕТ–скануванням і генетичним тестуванням, якщо в сім'ї пацієнта є сімейний анамнез захворювання. Як і при інших пріонових захворюваннях, діагноз можна підтвердити лише після розтину головного мозку.
Повідомлялося, що конверсія, спричинена тремтінням у реальному часі (RT–QuIC), високочутливий аналіз, який виявляє незначні кількості PrPSc у спинномозковій рідині, має чутливість 50 %. Однак ця низька чутливість може змінитися, оскільки дослідження базувалося на невеликій кількості випадків, а технологія RT–QuIC постійно розвивається.
Тест, який вимірює швидкість церебрального метаболізму глюкози за допомогою позитронно–емісійної томографії, відомий як [18F]–FDG–PET, продемонстрував тяжкий двосторонній гіпометаболізм таламуса на ранніх стадіях захворювання. Потім цей гіпометаболізм збільшується, врешті–решт впливаючи на більшість кортикальних областей. Складність і вартість цього тесту наразі перешкоджають його використанню в рутинній діагностиці.

## Лікування
Станом на сьогодні ніякого етіологічного лікування не створено. Терапія заснована на паліативній допомозі. Генна терапія не приносить користі. Неможливо повернути назад патологічний процес, який розвинувся, існують певні міркування, що симптоматичне лікування здатне поліпшити якість життя. Виявилось, що традиційні снодійні — барбітурати — не тільки не покращували сон, але й призводили до суттєвого погіршення стану.
Клоназепам може бути призначений для лікування м'язових спазмів, а еззопіклон або золпідем можуть бути призначені для лікування безсоння. Однак ці препарати не діють у довгостроковій перспективі.

## Профілактика
На сьогодні не розроблена.

## Дослідження
Досі з незрозумілою користю для людей, ряд методів лікування мали попередній успіх у сповільненні прогресування захворювання на тваринних моделях, включаючи полісульфат пентозану, мепакрин і амфотерицин В. Станом на 2016 рік проводиться дослідження доксицикліну.
У 2009 році була створена експериментальна модель миші для дослідження фатального безсоння. Ці миші експресували гуманізовану версію білка PrP, який також містить мутацію D178N. Ці миші, схоже, мають все менше і коротші періоди безперервного сну, пошкодження таламуса та ранню смерть, подібно до людей із фатальним сімейним безсонням.
«Prion Alliance» був створений сімейною парою Еріком Мінікелем і Сонею Валлаб після того, як у матері Валлаб діагностували цю смертельну хворобу. Вони проводять дослідження в Broad Institute для розробки терапевтичних засобів для лікування пріонових захворювань людини. Інші дослідницькі інтереси включають ідентифікацію біомаркерів для відстеження прогресування цієї пріонової хвороби.